# Зефеталь
Зефеталь (нім. Seevetal) — сільська громада в Німеччині, розташована в землі Нижня Саксонія. Входить до складу району Гарбург.
Площа — 105,20 км2. Населення становить 41 931 ос. (станом на 31 грудня 2021).